# Maldív rúfia
A rúfia (maldív nyelven: ދިވެހި ރުފިޔާ) a Maldív-szigetek hivatalos pénzneme.

## Bankjegyek
| Érték     | Méret          | Szín   | Hátlap          |
| --------- | -------------- | ------ | --------------- |
| 5 rúfia   | 70 mm x 150 mm | ibolya | halászok        |
| 10 rúfia  | 70 mm x 150 mm | barna  | Élet-sziget     |
| 20 rúfia  | 70 mm x 150 mm | indigó | Malé belső öble |
| 50 rúfia  | 70 mm x 150 mm | kék    | Malé bazárja    |
| 100 rúfia | 70 mm x 150 mm | zöld   | Medhuziyaaraiy  |

### 2015-ös sorozat
2015 decemberében új bankjegysorozatot bocsátottak ki, mind polimer alapanyagúak.
| Kép      | Kép      | Névérték   | Méret       | Szín         | Leírás                                                        | Leírás                            | Dátumok   | Dátumok       | Dátumok     |
| Előoldal | Hátoldal | Névérték   | Méret       | Szín         | Előoldal                                                      | Hátoldal                          | Nyomtatás | Kibocsátás    | visszavonás |
| -------- | -------- | ---------- | ----------- | ------------ | ------------------------------------------------------------- | --------------------------------- | --------- | ------------- | ----------- |
|          |          | 5 rúfia    | 150 x 70 mm | vörös        | Ali Ashfaq focista, tánccsoport a háttérben                   | triton trombitája csigafajta      | 2017      | 2017 május    | forgalomban |
|          |          | 10 rúfia   | 150 x 70 mm | aranysárga   | hagyományos dobok (boduberu), kókuszpálmára mászó férfi       | legrégibb dob a nemzeti múzeumban | 2015      | 2015 december | forgalomban |
|          |          | 20 rúfia   | 150 x 70 mm | lila         | Ibrahim Naszir Nemzetközi Reptér, halas tonhalakkal a kezében | hagyományos vitorlás (Dhoni)      | 2015      | 2015 december | forgalomban |
|          |          | 50 rúfia   | 150 x 70 mm | zöld         | Koránt olvasó férfi, hajót vízre tevő emberek                 | a Péntek-mecset minaretje         | 2015      | 2015 december | forgalomban |
|          |          | 100 rúfia  | 150 x 70 mm | vörös        | maldív ábécé, hagyományos női népviselet, varró nő            | maldív nyelvű táblák              | 2015      | 2015 december | forgalomban |
|          |          | 500 rúfia  | 150 x 70 mm | narancssárga | egy festő kéz, hagyományos szőnyegminta                       | kézzel festett váza               | 2015      | 2015 december | forgalomban |
|          |          | 1000 rúfia | 150 x 70 mm | kék          | a tenger élővilága, közönséges levesteknős                    | cetcápa                           | 2015      | 2015 december | forgalomban |

## Emlékbankjegyek
A függetlenség 50. évfordulójára 50 rúfiás polimer alapú bankjegyet bocsátottak ki.

## Külső hivatkozások
- bankjegyek